# Aéroport de Chifeng Yulong
Pour les articles homonymes, voir CIF.
L'aéroport de Chifeng Yulong (code IATA : CIF • code OACI : ZBCF) est un aéroport desservant la ville de Chifeng, une ville de la région autonome de Mongolie-Intérieure en Chine,.

## Installations
L'aéroport dispose d'une piste unique de 1 760 mètres de long.

## Compagnies aériennes et destinations
| Compagnies             | Destinations                                            |
| ---------------------- | ------------------------------------------------------- |
| Air China              | Pékin-Capitale                                          |
| China Eastern Airlines | Pékin-Capitale, Shanghai-Pudong, Tianjin Binhai, Yantai |
| China Express Airlines | Baotou-Donghe, Dalian-Zhoushuizi                        |
| China United Airlines  | Pékin-Nanyuan                                           |
| Tianjin Airlines       | Hailar, Hohhot, Shenyang, Tianjin Binhai                |
| Loong Air              | Hangzhou-Xiaoshan, Harbin Taiping                       |

Édité le 03/02/2018